# Merle Haggard/Diskografie
Diese Diskografie ist eine Übersicht über die musikalischen Werke des US-amerikanischen Country-Musikers Merle Haggard. Insgesamt hat er 49 offizielle Studioalben herausgebracht, dazu kommen noch 15 Gemeinschaftsalben. Den Schallplattenauszeichnungen zufolge hat er bisher mehr als 6,7 Millionen Tonträger verkauft, davon alleine in seiner Heimat über 6,5 Millionen. Seine erfolgreichste Veröffentlichung ist das Album Pancho & Lefty mit über einer Million verkauften Einheiten.

## Alben

### Studioalben
| Jahr | Titel Musiklabel                                                                                   | Höchstplatzierung, Gesamtwochen, AuszeichnungChartplatzierungen (Jahr, Titel, Musiklabel, Platzierungen, Wochen, Auszeichnungen, Anmerkungen) | Höchstplatzierung, Gesamtwochen, AuszeichnungChartplatzierungen (Jahr, Titel, Musiklabel, Platzierungen, Wochen, Auszeichnungen, Anmerkungen) | Anmerkungen                              |
| Jahr | Titel Musiklabel                                                                                   | US | Country | Anmerkungen                              |
| ---- | -------------------------------------------------------------------------------------------------- | --- | --- | ---------------------------------------- |
| 1965 | Strangers Capitol Records                                                                          | — | Country9 (6 Wo.)Country | Erstveröffentlichung: 6. September 1965  |
| 1966 | Swinging Doors Capitol Records                                                                     | — | Country1 (36 Wo.)Country | Erstveröffentlichung: 3. Oktober 1966    |
| 1967 | I’m a Lonesome Fugitive Capitol Records                                                            | US165 (10 Wo.)US | Country3 (31 Wo.)Country | Erstveröffentlichung: 4. März 1967       |
| 1967 | Branded Man/I Threw Away the Rose Capitol Records                                                  | US167 (4 Wo.)US | Country1 (30 Wo.)Country | Erstveröffentlichung: 28. August 1967    |
| 1968 | Sing Me Back Home Capitol Records                                                                  | — | Country1 (24 Wo.)Country | Erstveröffentlichung: 2. Januar 1968     |
| 1968 | The Legend of Bonnie & Clyde Capitol Records                                                       | — | Country6 (26 Wo.)Country | Erstveröffentlichung: 8. April 1968      |
| 1968 | Mama Tried Capitol Records                                                                         | — | Country4 (29 Wo.)Country | Erstveröffentlichung: 3. Oktober 1968    |
| 1969 | Pride in What I Am Capitol Records                                                                 | US189 (7 Wo.)US | Country11 (15 Wo.)Country | Erstveröffentlichung: 3. Februar 1969    |
| 1969 | Same Train, a Different Time Capitol Records                                                       | US67 (18 Wo.)US | Country1 (34 Wo.)Country | Erstveröffentlichung: 1. Mai 1969        |
| 1969 | A Portrait of Merle Haggard Capitol Records                                                        | US99 (11 Wo.)US | Country3 (28 Wo.)Country | Erstveröffentlichung: 2. September 1969  |
| 1970 | A Tribute to the Best Damn Fiddle Player in the World (or, My Salute to Bob Wills) Capitol Records | US58 (9 Wo.)US | Country2 (21 Wo.)Country | Erstveröffentlichung: 16. November 1970  |
| 1971 | Hag Capitol Records                                                                                | US66 (15 Wo.)US | Country1 (30 Wo.)Country | Erstveröffentlichung: 22. April 1971     |
| 1971 | Someday We’ll Look Back Capitol Records                                                            | US108 (10 Wo.)US | Country4 (26 Wo.)Country | Erstveröffentlichung: 9. August 1971     |
| 1972 | Let Me tell You About a Song Capitol Records                                                       | US166 (8 Wo.)US | Country7 (19 Wo.)Country | Erstveröffentlichung: Juni 1972          |
| 1972 | It’s Not Love (But It’s Not Bad) Capitol Records                                                   | — | Country1 (22 Wo.)Country | Erstveröffentlichung: Dezember 1972      |
| 1974 | If We Make it Through December Capitol Records                                                     | US190 (3 Wo.)US | Country4 (21 Wo.)Country | Erstveröffentlichung: Februar 1974       |
| 1974 | Merle Haggard Presents His 30th Album Capitol Records                                              | — | Country1 (30 Wo.)Country | Erstveröffentlichung: August 1974        |
| 1975 | Keep Movin’ On Capitol Records                                                                     | US129 (9 Wo.)US | Country1 (31 Wo.)Country | Erstveröffentlichung: April 1975         |
| 1976 | It’s All in the Movies Capitol Records                                                             | — | Country1 (25 Wo.)Country | Erstveröffentlichung: Februar 1976       |
| 1976 | My Love Affair with Trains Capitol Records                                                         | — | Country7 (15 Wo.)Country | Erstveröffentlichung: Juli 1976          |
| 1976 | The Roots of My Raising Capitol Records                                                            | — | Country8 (17 Wo.)Country | Erstveröffentlichung: November 1976      |
| 1977 | Ramblin’ Fever MCA Records                                                                         | — | Country5 (25 Wo.)Country | Erstveröffentlichung: Mai 1977           |
| 1977 | A Working Man Can’t Get Nowhere Today Capitol Records                                              | — | Country28 (9 Wo.)Country | Erstveröffentlichung: September 1977     |
| 1977 | My Farewell to Elvis MCA                                                                           | US133 (5 Wo.)US | Country6 (21 Wo.)Country | Erstveröffentlichung: Oktober 1977       |
| 1978 | I’m Alway on a Mountain When I Fall MCA                                                            | — | Country17 (20 Wo.)Country | Erstveröffentlichung: Juni 1978          |
| 1979 | Serving 190 Proof MCA                                                                              | — | Country17 (25 Wo.)Country | Erstveröffentlichung: April 1979         |
| 1980 | The Way I Am MCA                                                                                   | — | Country16 (39 Wo.)Country | Erstveröffentlichung: April 1980         |
| 1980 | Back to the Barrooms MCA                                                                           | — | Country8 (52 Wo.)Country | Erstveröffentlichung: Oktober 1980       |
| 1981 | Big City Epic Records                                                                              | US161 Gold · (28 Wo.)US | Country3 (80 Wo.)Country | Erstveröffentlichung: Oktober 1981       |
| 1982 | Going Where the Lonely Go Epic                                                                     | — | Country3 (53 Wo.)Country | Erstveröffentlichung: November 1982      |
| 1983 | That’s the Way Love Goes Epic                                                                      | — | Country8 (50 Wo.)Country | Erstveröffentlichung: August 1983        |
| 1984 | It’s All in the Game Epic                                                                          | — | Country1 (49 Wo.)Country | Erstveröffentlichung: 1984               |
| 1985 | Kern River Epic                                                                                    | — | Country8 (32 Wo.)Country | Erstveröffentlichung: 1985               |
| 1986 | A Friend in California Epic                                                                        | — | Country2 (31 Wo.)Country | Erstveröffentlichung: 1986               |
| 1986 | Out Among the Stars Epic                                                                           | — | Country15 (18 Wo.)Country | Erstveröffentlichung: 1986               |
| 1987 | Chill Factor Epic                                                                                  | — | Country8 (81 Wo.)Country | Erstveröffentlichung: 1987               |
| 1989 | 5:01 Blues Epic                                                                                    | — | Country28 (36 Wo.)Country | Erstveröffentlichung: 1989               |
| 1990 | Blue Jungle Curb Records                                                                           | — | Country47 (34 Wo.)Country | Erstveröffentlichung: 1990               |
| 1994 | 1994 Curb Records                                                                                  | — | Country60 (4 Wo.)Country | Erstveröffentlichung: 1994               |
| 1996 | 1996 Curb Records                                                                                  | — | — | Erstveröffentlichung: 23. Januar 1996    |
| 2000 | If I Could Only Fly ANTI-Records                                                                   | — | Country26 (27 Wo.)Country | Erstveröffentlichung: 10. Oktober 2000   |
| 2001 | Roots, Volume 1 ANTI-                                                                              | — | Country47 (14 Wo.)Country | Erstveröffentlichung: 6. November 2001   |
| 2002 | The Peer Sessions Audium                                                                           | — | — | Erstveröffentlichung: 21. Mai 2002       |
| 2003 | Haggard Like Never Before Hag                                                                      | — | Country40 (5 Wo.)Country | Erstveröffentlichung: 23. September 2003 |
| 2004 | Unforgettable Capitol Nashville                                                                    | — | Country39 (5 Wo.)Country | Erstveröffentlichung: 14. Dezember 2004  |
| 2005 | Chicago Wind Capitol Nashville                                                                     | — | Country54 (3 Wo.)Country | Erstveröffentlichung: 25. Oktober 2005   |
| 2007 | The Bluegrass Sessions McCoury                                                                     | — | Country43 (7 Wo.)Country | Erstveröffentlichung: 2. Oktober 2007    |
| 2010 | I Am What I Am Vanguard Records                                                                    | US77 (3 Wo.)US | Country18 (21 Wo.)Country | Erstveröffentlichung: 20. April 2010     |
| 2011 | Working in Tennessee Capitol nashville                                                             | US155 (1 Wo.)US | Country30 (9 Wo.)Country | Erstveröffentlichung: 25. Oktober 2011   |

### Gemeinschaftsalben
| Jahr | Titel Musiklabel                                                 | Höchstplatzierung, Gesamtwochen, AuszeichnungChartplatzierungen (Jahr, Titel, Musiklabel, Platzierungen, Wochen, Auszeichnungen, Anmerkungen) | Höchstplatzierung, Gesamtwochen, AuszeichnungChartplatzierungen (Jahr, Titel, Musiklabel, Platzierungen, Wochen, Auszeichnungen, Anmerkungen) | Höchstplatzierung, Gesamtwochen, AuszeichnungChartplatzierungen (Jahr, Titel, Musiklabel, Platzierungen, Wochen, Auszeichnungen, Anmerkungen) | Höchstplatzierung, Gesamtwochen, AuszeichnungChartplatzierungen (Jahr, Titel, Musiklabel, Platzierungen, Wochen, Auszeichnungen, Anmerkungen) | Anmerkungen                                                       |
| Jahr | Titel Musiklabel                                                 | AT | CH | US | Country | Anmerkungen                                                       |
| ---- | ---------------------------------------------------------------- | --- | --- | --- | --- | ----------------------------------------------------------------- |
| 1966 | Just Between the Two of Us Capitol Records                       | — | — | — | Country4 (16 Wo.)Country | Erstveröffentlichung: 4. April 1966 mit Bonnie Owens              |
| 1969 | Instrumental Sounds of Merle Haggard’s Strangers Capitol Records | — | — | — | Country36 (4 Wo.)Country | Erstveröffentlichung: 23. Februar 1969 mit The Strangers          |
| 1970 | Introducing My Friends the Strangers Capitol Records             | — | — | — | Country34 (8 Wo.)Country | Erstveröffentlichung: 6. April 1970 mit The Strangers             |
| 1970 | Getting to Know Strangers Capitol Records                        | — | — | — | Country44 (2 Wo.)Country | Erstveröffentlichung: 5. Oktober 1970 mit The Strangers           |
| 1971 | Honky Tonkin’ Capitol Records                                    | — | — | — | Country34 (9 Wo.)Country | Erstveröffentlichung: 21. Juni 1971 mit The Strangers             |
| 1973 | Totally Instrumental (With One Eception…) Capitol Records        | — | — | — | Country23 (9 Wo.)Country | Erstveröffentlichung: 1973 mit The Strangers                      |
| 1982 | A Taste of Yesterday’s Wine Epic Records                         | — | — | US123 (4 Wo.)US | Country4 (52 Wo.)Country | Erstveröffentlichung: August 1982 mit George Jones                |
| 1983 | Pancho & Lefty Epic Records                                      | — | — | US37 Platin · (53 Wo.)US | Country1 (116 Wo.)Country | Erstveröffentlichung: Januar 1983 mit Willie Nelson               |
| 1983 | Heart to Heart Mercury Records                                   | — | — | — | Country44 (11 Wo.)Country | Erstveröffentlichung: 1983 mit Leona Williams                     |
| 1987 | Walking the Line Epic Records                                    | — | — | — | Country39 (11 Wo.)Country | Erstveröffentlichung: 1987 mit George Jones und Willie Nelson     |
| 1987 | Seashores of Old Mexico Epic Records                             | — | — | — | Country31 (6 Wo.)Country | Erstveröffentlichung: 1987 mit Willie Nelson                      |
| 2006 | Kickin’ Out the Footlights … Again Bandit                        | — | — | — | — | Erstveröffentlichung: 24. Oktober 2006 mit George Jones           |
| 2006 | Jones Sings Haggard, Haggard Sings Jones                         | — | — | US119 (4 Wo.)US | Country25 (16 Wo.)Country | Erstveröffentlichung: 29. Oktober 2006 mit George Jones           |
| 2007 | Last of the Breed Lost Highway                                   | — | — | US64 (4 Wo.)US | Country7 (18 Wo.)Country | Erstveröffentlichung: 20. März 2007 mit Willie Nelson & Ray Price |
| 2015 | Django & Jimmie Legacy Recordings                                | AT50 (1 Wo.)AT | CH78 (1 Wo.)CH | US7 (10 Wo.)US | Country1 (48 Wo.)Country | Erstveröffentlichung: 2. Juni 2015 mit Willie Nelson              |

grau schraffiert: keine Chartdaten aus diesem Jahr verfügbar

### Livealben
| Jahr | Titel Musiklabel                             | Höchstplatzierung, Gesamtwochen, AuszeichnungChartplatzierungen (Jahr, Titel, Musiklabel, Platzierungen, Wochen, Auszeichnungen, Anmerkungen) | Höchstplatzierung, Gesamtwochen, AuszeichnungChartplatzierungen (Jahr, Titel, Musiklabel, Platzierungen, Wochen, Auszeichnungen, Anmerkungen) | Anmerkungen                        |
| Jahr | Titel Musiklabel                             | US | Country | Anmerkungen                        |
| ---- | -------------------------------------------- | --- | --- | ---------------------------------- |
| 1969 | Okie from Muskogee Capitol Records           | US46 Platin · (52 Wo.)US | Country1 (75 Wo.)Country | Erstveröffentlichung: Februar 1969 |
| 1970 | The Fightin’ Side of Me Capitol Records      | US68 Gold · (33 Wo.)US | Country1 (41 Wo.)Country | Erstveröffentlichung: Februar 1970 |
| 1973 | I Love Dixie Blues Capitol                   | US126 (11 Wo.)US | Country1 (20 Wo.)Country | Erstveröffentlichung: Juli 1973    |
| 1981 | Rainbow Stew Live at Anaheim Stadium MCA     | — | Country20 (24 Wo.)Country | Erstveröffentlichung: Juli 1981    |
| 1983 | The Epic Collection (Recorded Live) Epic     | — | Country28 (22 Wo.)Country | Erstveröffentlichung: August 1983  |
| 1985 | Amber Waves of Grain Epic                    | — | Country25 (19 Wo.)Country | Erstveröffentlichung: 1985         |
| 2000 | Live At Billy Bob’s Texas: Motorcycle Cowboy | — | Country61 (16 Wo.)Country | Erstveröffentlichung: 2000         |
| 2006 | Live from Austin Texas New West              | — | — | Erstveröffentlichung: 2006         |
| 2008 | Live from Austin Texas ’78 New West          | — | — | Erstveröffentlichung: 2008         |

### Kompilationen
| Jahr | Titel Musiklabel                                             | Höchstplatzierung, Gesamtwochen, AuszeichnungChartplatzierungen (Jahr, Titel, Musiklabel, Platzierungen, Wochen, Auszeichnungen, Anmerkungen) | Höchstplatzierung, Gesamtwochen, AuszeichnungChartplatzierungen (Jahr, Titel, Musiklabel, Platzierungen, Wochen, Auszeichnungen, Anmerkungen) | Anmerkungen                              |
| Jahr | Titel Musiklabel                                             | US | Country | Anmerkungen                              |
| ---- | ------------------------------------------------------------ | --- | --- | ---------------------------------------- |
| 1968 | The Best of Merle Haggard Capitol Records                    | — | — | Erstveröffentlichung: 15. Juli 1968      |
| 1969 | Close-Up Capitol Records                                     | US140 (6 Wo.)US | Country23 (16 Wo.)Country | Erstveröffentlichung: 1969               |
| 1972 | The Best of the Best of Merle Haggard Capitol Records        | US137 Platin · (9 Wo.)US | Country1 (65 Wo.)Country | Erstveröffentlichung: 15. Juli 1972      |
| 1977 | Songs I’ll Always Sing Capitol Records                       | — | Country15 (11 Wo.)Country | Erstveröffentlichung: 11. April 1977     |
| 1978 | Eleven Winners Capitol Records                               | — | Country9 (18 Wo.)Country | Erstveröffentlichung: Januar 1978        |
| 1978 | The Way It Was in ’51 Capitol Records                        | — | Country30 (6 Wo.)Country | Erstveröffentlichung: 11. September 1978 |
| 1982 | Merle Haggard’s Greatest Hits MCA Records                    | — | Country37 (33 Wo.)Country | Erstveröffentlichung: 1982               |
| 1984 | His Epic Hits: The First 11 (To Be Continued…) Epic Records  | US— PlatinUS | Country37 (27 Wo.)Country | Erstveröffentlichung: 1984               |
| 1985 | His Best MCA Records                                         | — | Country38 (9 Wo.)Country | Erstveröffentlichung: 1985               |
| 1990 | Greatest Hits of the 80’s Epic Records                       | — | — | Erstveröffentlichung: 5. Oktober 1990    |
| 1993 | Super Hits Epic Records                                      | — | — | Erstveröffentlichung: 9. März 1993       |
| 1994 | Super Hits Vol. 2 Epic Records                               | US— GoldUS | — | Erstveröffentlichung: 9. März 1994       |
| 1995 | Super Hits Vol. 3 Epic Records                               | — | — | Erstveröffentlichung: 5. September 1995  |
| 1996 | Down Every Road 1962–1994 Capitol Nashville                  | — | — | Erstveröffentlichung: 2. April 1996      |
| 1998 | 16 Biggest Hits Epic Records                                 | US167 Gold · (3 Wo.)US | Country55 (61 Wo.)Country | Erstveröffentlichung: 14. Juli 1998      |
| 1999 | For the Record, 43 Legendary Hits Epic Records               | US— GoldUS | Country38 (31 Wo.)Country | Erstveröffentlichung: 24. August 1999    |
| 2001 | Cheatin’ Capitol Nashville                                   | — | — | Erstveröffentlichung: 25. September 2001 |
| 2001 | Drinkin’ Capitol Nashville                                   | — | — | Erstveröffentlichung: 25. September 2001 |
| 2001 | Hurtin’ Capitol Nashville                                    | — | — | Erstveröffentlichung: 25. September 2001 |
| 2001 | Prison Capitol Nashville                                     | — | — | Erstveröffentlichung: 25. September 2001 |
| 2002 | 20 Greatest Hits Capitol Nashville                           | US75 (8 Wo.)US | — | Erstveröffentlichung: 26. Februar 2002   |
| 2004 | 40 #1’s Capitol Nashville                                    | — | Country60 (6 Wo.)Country | Erstveröffentlichung: 23. März 2004      |
| 2004 | 40 Greatest Hits Vol. 1 (Rerecorded) Entertainment One Music | US88 (2 Wo.)US | — | Erstveröffentlichung: 25. Mai 2004       |
| 2004 | The Essential Merle Haggard: The Epic Years Epic Records     | US139 (2 Wo.)US | — | Erstveröffentlichung: 31. August 2004    |
| 2006 | Hag: The Best of Merle Haggard Capitol Nashville             | — | Country59 (5 Wo.)Country | Erstveröffentlichung: 12. September 2006 |
| 2012 | 10 Great Songs Capitol Nashville                             | — | Country75 (1 Wo.)Country | Erstveröffentlichung: 3. Juli 2012       |

### Weihnachtsalben
| Jahr | Titel Musiklabel                                                   | Höchstplatzierung, Gesamtwochen, AuszeichnungChartplatzierungen (Jahr, Titel, Musiklabel, Platzierungen, Wochen, Auszeichnungen, Anmerkungen) | Höchstplatzierung, Gesamtwochen, AuszeichnungChartplatzierungen (Jahr, Titel, Musiklabel, Platzierungen, Wochen, Auszeichnungen, Anmerkungen) | Anmerkungen                            |
| Jahr | Titel Musiklabel                                                   | US | Country | Anmerkungen                            |
| ---- | ------------------------------------------------------------------ | --- | --- | -------------------------------------- |
| 1973 | A Christmas Present (Something Old, Something New) Capitol Records | — | — | Erstveröffentlichung: November 1973    |
| 1982 | Goin’ Home for Christmas Epic Records                              | — | Country41 (7 Wo.)Country | Erstveröffentlichung: November 1982    |
| 2004 | I Wish I Was Santa Claus Smith Music                               | — | — | Erstveröffentlichung: 26. Oktober 2004 |

### Gospelalben
| Jahr | Titel Musiklabel                          | Höchstplatzierung, Gesamtwochen, AuszeichnungChartplatzierungen (Jahr, Titel, Musiklabel, Platzierungen, Wochen, Auszeichnungen, Anmerkungen) | Höchstplatzierung, Gesamtwochen, AuszeichnungChartplatzierungen (Jahr, Titel, Musiklabel, Platzierungen, Wochen, Auszeichnungen, Anmerkungen) | Anmerkungen                                             |
| Jahr | Titel Musiklabel                          | US | Country | Anmerkungen                                             |
| ---- | ----------------------------------------- | --- | --- | ------------------------------------------------------- |
| 1971 | The Land of Many Churches Capitol Records | — | Country15 (16 Wo.)Country | Erstveröffentlichung: 8. November 1971                  |
| 1981 | Songs for the Mama That Tried MCA Records | — | Country46 (4 Wo.)Country | Erstveröffentlichung: September 1981                    |
| 2001 | Cabin in the Hills Compendia              | — | — | Erstveröffentlichung: 1. Mai 2001                       |
| 2001 | Two Old Friends Compendia                 | — | — | Erstveröffentlichung: 1. Mai 2001 mit Albert E. Brumley |

## Singles

### Als Leadmusiker
| Jahr | Titel Album                                                              | Höchstplatzierung, Gesamtwochen, AuszeichnungChartplatzierungen (Jahr, Titel, Album, Platzierungen, Wochen, Auszeichnungen, Anmerkungen) | Höchstplatzierung, Gesamtwochen, AuszeichnungChartplatzierungen (Jahr, Titel, Album, Platzierungen, Wochen, Auszeichnungen, Anmerkungen) | Anmerkungen           |
| Jahr | Titel Album                                                              | US | Country | Anmerkungen           |
| ---- | ------------------------------------------------------------------------ | --- | --- | --------------------- |
| 1963 | Sing a Sad Song Strangers                                                | — | Country19 (3 Wo.)Country |                       |
| 1964 | Sam Hill Strangers                                                       | — | Country45 (5 Wo.)Country |                       |
| 1964 | (My Friends Are Gonna Be) Strangers Strangers                            | — | Country10 (22 Wo.)Country |                       |
| 1965 | I’m Gonna Break Every Heart I Can Strangers                              | — | Country42 (4 Wo.)Country |                       |
| 1966 | Swinging Doors                                                           | — | Country5 (27 Wo.)Country |                       |
| 1966 | The Bottle Let Me Down Swinging Doors                                    | — | Country3 (20 Wo.)Country |                       |
| 1966 | I’m a Lonesome Fugitive                                                  | — | Country1 (18 Wo.)Country |                       |
| 1967 | I Threw Away the Rose Branded Man                                        | — | Country2 (18 Wo.)Country |                       |
| 1967 | Branded Man                                                              | — | Country1 (16 Wo.)Country |                       |
| 1967 | Sing Me Back Home                                                        | — | Country1 (20 Wo.)Country |                       |
| 1968 | The Legend of Bonnie & Clyde                                             | — | Country1 (15 Wo.)Country |                       |
| 1968 | Mama Tried                                                               | — | Country1 (15 Wo.)Country |                       |
| 1968 | I Take a Lot of Pride in What I Am Pride in What I Am                    | — | Country3 (16 Wo.)Country |                       |
| 1969 | Hungry Eyes A Portrait of Merle Haggard                                  | — | Country1 (17 Wo.)Country |                       |
| 1969 | Workin’ Man Blues A Portrait of Merle Haggard                            | — | Country1 (15 Wo.)Country |                       |
| 1969 | Okie from Muskogee                                                       | US41 (14 Wo.)US | Country1 (16 Wo.)Country |                       |
| 1970 | The Fightin’ Side of Me                                                  | US92 (3 Wo.)US | Country1 (14 Wo.)Country |                       |
| 1970 | Street Singer Introducing My Friends the Strangers                       | — | Country9 (13 Wo.)Country |                       |
| 1970 | Jesus, Take a Hold Hag                                                   | — | Country3 (14 Wo.)Country |                       |
| 1970 | I Can’t Be Myself / Sideworks Of Chicago Hag                             | — | Country3 (16 Wo.)Country |                       |
| 1971 | Soldier’s Last Letter Hag                                                | US90 (3 Wo.)US | Country3 (13 Wo.)Country |                       |
| 1971 | Someday We’ll Look Back                                                  | — | Country2 (15 Wo.)Country |                       |
| 1971 | Daddy Frank (The Guitar Man) Let Me Tell You About a Song                | — | Country1 (14 Wo.)Country |                       |
| 1971 | Carolyn Someday We’ll Look Back                                          | US58 (7 Wo.)US | Country1 (16 Wo.)Country |                       |
| 1972 | Grandma Harp / Turnin’ Off A Memory Let Me Tell You About a Song         | — | Country1 (10 Wo.)Country |                       |
| 1972 | It’s Not Love (But It’s Not Bad)                                         | — | Country1 (14 Wo.)Country |                       |
| 1972 | I Wonder If They Ever Think of Me I Love Dixie Blues                     | — | Country1 (14 Wo.)Country |                       |
| 1973 | The Emptiest Arms in the World I Love Dixie Blues                        | — | Country3 (14 Wo.)Country |                       |
| 1973 | Everybody’s had the Blues I Love Dixie Blues                             | US62 (8 Wo.)US | Country1 (16 Wo.)Country |                       |
| 1973 | If We Make It Through September                                          | US28 (11 Wo.)US | Country1 (17 Wo.)Country |                       |
| 1974 | Things Aren’t Funny Anymore Merle Haggard Presents His 30th Album        | — | Country1 (15 Wo.)Country |                       |
| 1974 | Old Man from the Mountain Merle Haggard Presents His 30th Album          | — | Country1 (14 Wo.)Country |                       |
| 1974 | Kentucky Gambler Keep Movin’ On                                          | — | Country1 (15 Wo.)Country |                       |
| 1975 | Always Wanting You Keep Movin’ On                                        | — | Country1 (14 Wo.)Country |                       |
| 1975 | Movin’ On Keep Movin’ On                                                 | — | Country1 (15 Wo.)Country |                       |
| 1975 | It’s All in the Movies                                                   | — | Country1 (15 Wo.)Country |                       |
| 1976 | The Roots of My Raising                                                  | — | Country1 (14 Wo.)Country |                       |
| 1976 | Here Comes the Freedom Train My Love Affair with Trains                  | — | Country10 (11 Wo.)Country |                       |
| 1976 | Cherokee Maiden The Roots of My Raising                                  | — | Country1 (13 Wo.)Country |                       |
| 1977 | If We’re Not Back in Love by Monday Ramblin’ Fever                       | — | Country2 (14 Wo.)Country |                       |
| 1977 | Ramblin’ Fever / When My Blue Moon Turns To Gold Again Ramblin’ Fever    | — | Country2 (12 Wo.)Country |                       |
| 1977 | From Graceland to the Promised Land My Farewell to Elvis                 | US58 (9 Wo.)US | Country4 (15 Wo.)Country |                       |
| 1978 | I’m Always on a Mountain When I Fall                                     | — | Country2 (16 Wo.)Country |                       |
| 1978 | It’s Been a Great Afternoon I’m Always on a Mountain When I Fall         | — | Country2 (13 Wo.)Country |                       |
| 1978 | The Bull and the Beaver kein Album                                       | — | Country8 (12 Wo.)Country | mit Leona Williams    |
| 1979 | Red Bandana Serving 190 Proof                                            | — | Country4 (13 Wo.)Country |                       |
| 1979 | My Own Kind of Hat Serving 190 Proof                                     | — | Country4 (13 Wo.)Country |                       |
| 1980 | The Way I Am                                                             | — | Country2 (14 Wo.)Country |                       |
| 1980 | Bar Room Buddies Bronco Billy (Soundtrack)                               | — | Country1 (16 Wo.)Country | mit Clint Eastwood    |
| 1980 | Misery and Gin Back to the Barrooms                                      | — | Country3 (15 Wo.)Country |                       |
| 1980 | I Think I’ll Just Stay Here and Drink Back to the Barrooms               | — | Country1 (17 Wo.)Country |                       |
| 1981 | Leonard Back to the Barrooms                                             | — | Country9 (14 Wo.)Country |                       |
| 1981 | Rainbow Stew (live) Rainbow Stew                                         | — | Country4 (16 Wo.)Country |                       |
| 1981 | My Favorite Memory Big City                                              | — | Country1 (17 Wo.)Country |                       |
| 1982 | Big City Someday We’ll Look Back                                         | — | Country1 (19 Wo.)Country |                       |
| 1982 | Are the Good Times Really Over (I Wish a Buck Was Still Silver) Big City | — | Country2 (18 Wo.)Country |                       |
| 1982 | Going Where the Lonely Go                                                | — | Country1 (21 Wo.)Country |                       |
| 1983 | You Take Me for Granted Going Where the Lonely Go                        | — | Country1 (18 Wo.)Country |                       |
| 1983 | What Am I Gonna Do (With the Rest of My Life) That’s the Way Love Goes   | — | Country3 (20 Wo.)Country |                       |
| 1983 | That’s the Way Love Goes                                                 | — | Country1 (21 Wo.)Country |                       |
| 1984 | Someday When Things Are Good His Epic Hits                               | — | Country1 (21 Wo.)Country |                       |
| 1984 | Let’s Chase Each Other Around the Room It’s All in the Game              | — | Country1 (18 Wo.)Country |                       |
| 1984 | A Place to Fall Apart It’s All in the Game                               | — | Country1 (22 Wo.)Country | mit Janie Fricke      |
| 1985 | Natural High It’s All in the Game                                        | — | Country1 (19 Wo.)Country |                       |
| 1985 | Kern River                                                               | — | Country10 (17 Wo.)Country |                       |
| 1985 | Amber Waves of Grain                                                     | — | Country36 (15 Wo.)Country |                       |
| 1985 | American Waltz Amber Waves of Grain                                      | — | Country60 (11 Wo.)Country |                       |
| 1986 | I Had a Beautiful Time A Friend in California                            | — | Country5 (20 Wo.)Country |                       |
| 1986 | A Friend in California                                                   | — | Country9 (23 Wo.)Country |                       |
| 1986 | Out Among the Stars                                                      | — | Country21 (15 Wo.)Country |                       |
| 1987 | Almost Persuaded Out Among the Stars                                     | — | Country58 (8 Wo.)Country |                       |
| 1987 | Twinkle, Twinkle Lucky Star Chill Factor                                 | — | Country1 (22 Wo.)Country |                       |
| 1988 | Chill Factor                                                             | — | Country9 (19 Wo.)Country |                       |
| 1988 | We Never Touch at All Chill Factor                                       | — | Country22 (18 Wo.)Country |                       |
| 1988 | You Babe Chill Factor                                                    | — | Country23 (17 Wo.)Country |                       |
| 1989 | 5:01 Blues                                                               | — | Country18 (18 Wo.)Country |                       |
| 1989 | A Better Love Next Time 5:01 Blues                                       | — | Country4 (26 Wo.)Country |                       |
| 1989 | If You Want to Be My Woman 5:01 Blues                                    | — | Country23 (16 Wo.)Country |                       |
| 1990 | When It Rains It Pours Blue Jungle                                       | — | Country60 (6 Wo.)Country |                       |
| 1994 | In My Next Life 1994                                                     | — | Country58 (12 Wo.)Country |                       |
| 1999 | That’s the Way Love Goes For the record, 43 Legendary Hits               | — | Country56 (7 Wo.)Country | Rerecording mit Jewel |

Weitere Singles
- 1990: Broken Friend
- 1990: Blue Jungle
- 1991: A Bar in Bakersfield

### Singles aus Gemeinschaftsalben
| Jahr | Titel Album                                  | Höchstplatzierung, Gesamtwochen, AuszeichnungChartplatzierungen (Jahr, Titel, Album, Platzierungen, Wochen, Auszeichnungen, Anmerkungen) | Höchstplatzierung, Gesamtwochen, AuszeichnungChartplatzierungen (Jahr, Titel, Album, Platzierungen, Wochen, Auszeichnungen, Anmerkungen) | Anmerkungen        |
| Jahr | Titel Album                                  | US | Country | Anmerkungen        |
| ---- | -------------------------------------------- | --- | --- | ------------------ |
| 1964 | Just Between the Two of Us                   | — | Country28 (26 Wo.)Country | mit Bonnie Owens   |
| 1982 | Yesterday’s Wine A Taste of Yesterday’s Wine | — | Country1 (15 Wo.)Country | mit George Jones   |
| 1982 | C.C. Waterback A Taste of Yesterday’s Wine   | — | Country10 (19 Wo.)Country | mit George Jones   |
| 1982 | Reasons to Quit Pancho & Lefty               | — | Country6 (18 Wo.)Country | mit Willie Nelson  |
| 1983 | Pancho and Lefty                             | — | Country1 (21 Wo.)Country | mit Willie Nelson  |
| 1983 | We’re Strangers Again Heart to Heart         | — | Country42 (14 Wo.)Country | mit Leona Williams |
| 1987 | If I Could Only Fly Seashores of Old Mexico  | — | Country58 (5 Wo.)Country | mit Willie Nelson  |
| 2015 | It’s All Going to Pot Django & Jimmie        | — | Country48 (1 Wo.)Country | mit Willie Nelson  |

Weitere Singles
- 2000: Wreck on the Highway (mit Chester Smith)

### Als Gastmusiker
| Jahr | Titel Album                                          | Höchstplatzierung, Gesamtwochen, AuszeichnungChartplatzierungen (Jahr, Titel, Album, Platzierungen, Wochen, Auszeichnungen, Anmerkungen) | Höchstplatzierung, Gesamtwochen, AuszeichnungChartplatzierungen (Jahr, Titel, Album, Platzierungen, Wochen, Auszeichnungen, Anmerkungen) | Anmerkungen                         |
| Jahr | Titel Album                                          | US | Country | Anmerkungen                         |
| ---- | ---------------------------------------------------- | --- | --- | ----------------------------------- |
| 1978 | Willie With a Little Help from My Friends            | — | Country91 (4 Wo.)Country | mit Hank Cochran                    |
| 1979 | Walking the Floor Over You The Legend and the Legacy | — | Country31 (9 Wo.)Country | mit Ernest Tubb                     |
| 1981 | Lefty Carryin’ on the Family Names                   | — | Country45 (9 Wo.)Country | mit David Frizzell                  |
| 1981 | I Can’t Hold Myself in Line Mr. Hag Told My Story    | — | Country41 (8 Wo.)Country | mit Johnny Paycheck & The Strangers |
| 1998 | Same Old Train Tribute to Tradition                  | — | Country59 (5 Wo.)Country | mit Various Artists                 |
| 1998 | Politically Uncorrect All Jacked Up                  | — | Country23 (19 Wo.)Country | mit Gretchen Wilson                 |

Weitere Gastbeiträge
- 2013: I Think I’ll Just Stay Here and Drink (mit Hank Williams Jr.)

### Promosingles
| Jahr | Titel Album                                                                 | Höchstplatzierung, Gesamtwochen, AuszeichnungChartplatzierungen (Jahr, Titel, Album, Platzierungen, Wochen, Auszeichnungen, Anmerkungen) | Höchstplatzierung, Gesamtwochen, AuszeichnungChartplatzierungen (Jahr, Titel, Album, Platzierungen, Wochen, Auszeichnungen, Anmerkungen) | Anmerkungen |
| Jahr | Titel Album                                                                 | US | Country | Anmerkungen |
| ---- | --------------------------------------------------------------------------- | --- | --- | ----------- |
| 1966 | Someone Told My Story B-Seite von The Fugitive                              | — | Country32 (11 Wo.)Country |             |
| 1977 | A Working Man Can’t Get Nowhere Today A Working Man Can’t get Nowhere Today | — | Country16 (13 Wo.)Country |             |
| 1978 | Running Kind / Making Believe A Working Man Can’t get Nowhere Today         | — | Country12 (9 Wo.)Country |             |
| 1978 | The Way It Was in ’51                                                       | — | Country82 (4 Wo.)Country |             |
| 1982 | Dealing with the Devil Rainbow Stew                                         | — | Country49 (10 Wo.)Country |             |
| 1983 | It’s All in the Game                                                        | — | Country54 (10 Wo.)Country |             |
| 1985 | Make Up and Faded Blue Jeans His Best                                       | — | Country55 (10 Wo.)Country |             |

## Videoalben
- 1991: The Best of Merle Haggard (VHS, Brentwood Home Video)
- 2004: Ol’ Country Singer (DVD, Smith Music Group)
- 2004: Merle Haggard (DVD, Quality Special Products)
- 2006: Live From Austin TX  (DVD, New West Records)
- 2008: Legendary Performances (DVD, Shout! Factory)

## Musikvideos
| Jahr | Titel                                       | Regisseur       |
| ---- | ------------------------------------------- | --------------- |
| 1982 | Are the Good Times Really Over (live)       |                 |
| 1983 | Pancho and Lefty (mit Willie Nelson)        | Lana Nelson     |
| 1985 | Natural High                                |                 |
| 1985 | Kern River                                  |                 |
| 1990 | Me and Crippled Soldiers                    |                 |
| 2000 | Motorcycle Cowboy                           | David Abbott    |
| 2000 | (Think About A) Lullaby                     | Piper Ferguson  |
| 2001 | If You’ve Got the Money, I’ve Got the Time  | Bobby G.        |
| 2003 | Farmer’s Blues (mit Marty Stuart)           | Deb Haus        |
| 2004 | That’s the News                             |                 |
| 2005 | America First                               | Traci Goudie    |
| 2006 | Politically Uncorrect (mit Gretchen Wilson) | Deaton Flanigen |
| 2015 | Alice in Hulaland (mit Willie Nelson)       | Micah Nelson    |

## Statistik

### Chartauswertung
|                     | AT    | CH    | US     | Country          |
| ------------------- | ----- | ----- | ------ | ---------------- |
| Nummer-eins-Alben   | AT—AT | CH—CH | US—US  | Country16Country |
| Top-10-Alben        | AT—AT | CH—CH | US1US  | Country40Country |
| Alben in den Charts | AT1AT | CH1CH | US29US | Country84Country |

|                       | US    | Country           |
| --------------------- | ----- | ----------------- |
| Nummer-eins-Singles   | US—US | Country38Country  |
| Top-10-Singles        | US—US | Country71Country  |
| Singles in den Charts | US7US | Country102Country |

### Auszeichnungen für Musikverkäufe
| Goldene Schallplatte - Kanada - 1984: für das Album Pancho & Lefty - 1984: für das Album Merle Haggard & Willie Nelson Platin-Schallplatte - Kanada - 1977: für das Album 20 Greatest Hits |

Anmerkung: Auszeichnungen in Ländern aus den Charttabellen bzw. Chartboxen sind in ebendiesen zu finden.
| Land/RegionAuszeichnungen für Musikverkäufe (Land/Region, Auszeichnungen, Verkäufe, Quellen) | Gold     | Platin     | Verkäufe  | Quellen         |
| -------------------------------------------------------------------------------------------- | -------- | ---------- | --------- | --------------- |
| Kanada (MC)                                                                                  | 2× Gold2 | Platin1    | 200.000   | musiccanada.com |
| Vereinigte Staaten (RIAA)                                                                    | 5× Gold5 | 4× Platin4 | 6.500.000 | riaa.com        |
| Insgesamt                                                                                    | 7× Gold7 | 5× Platin5 |           |                 |